# Carlita’s Secret
Carlita’s Secret es una película estadounidense de acción, aventura y crimen de 2004, dirigida por George Cotayo, escrita por J. Ronald Castell, Delvin Molden y Daniel Wai Chiu, musicalizada por James De La Raza, en la fotografía estuvo Irv Goodnoff y los protagonistas son Eva Longoria, Maria Bravo y David Joseph Martinez, entre otros. El filme fue realizado por Breakaway Films y se estrenó el 14 de diciembre de 2004.

## Sinopsis
En un club nocturno de Miami, atrapan a una mujer en una balacera y la acusan de homicidio, pero en verdad es inocente. Cuando escapa de la policía, modifica su nombre e identidad hasta que pueda probar que no es culpable, sin que la asesinen en el proceso.